# 570 v.Chr.

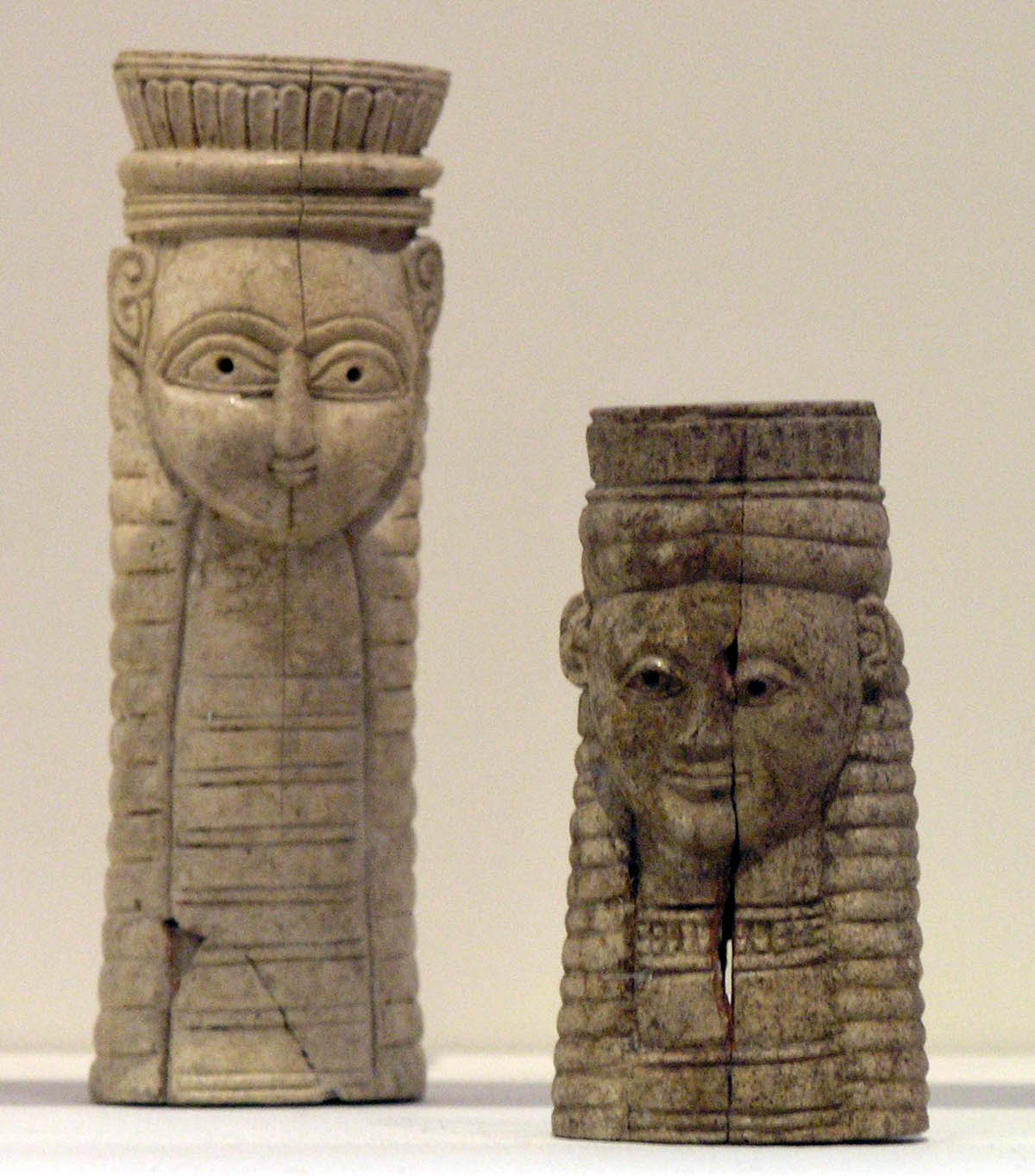
Votieoffers (Heiligdom van Artemis Orthia)

Het jaar 570 v.Chr. is een jaartal in de 6e eeuw v.Chr. volgens de christelijke jaartelling.

## Gebeurtenissen

### Griekenland
- In het heiligdom van Artemis Orthia even buiten Sparta wordt een tweede tempel gebouwd onder leiding van de beide koningen Leoon en Agasicles. Recente militaire successen maken het mogelijk het project te financieren.
- De Françoisvaas, een Oud-Griekse zwartfigurige vaas, wordt vervaardigd door de pottenbakker Ergotimus en de schilder Clitias. (datum bij benadering)
- Aristomenes wordt benoemd tot archont van Athene.

### Egypte
- Farao Apriës wordt in Memphis vermoord, na zijn dood breekt er een burgeroorlog uit.
- Amasis (570 - 526 v.Chr.) wordt de zesde farao van de 26e dynastie van Egypte.
- Amasis verovert Cyprus en verleent de Griekse kolonie Naukratis een handelsmonopolie.
- Een Egyptisch expeditieleger wordt bij Cyrene (Libië) door de Dorische Grieken verslagen.

### Italië
- Sybaris sluit een handelsverbond met de dochterstad Paestum (Magna Graecia).

## Geboren
- Cleisthenes, Grieks staatsman en grondlegger van de democratie in Athene
- Xenophanes (570 v.Chr. - 475 v.Chr.), Grieks filosoof en dichter

## Overleden
- Apriës, koning (farao) van Egypte